# Comuna Nemîrînți, Rujîn
Nemîrînți (în ucraineană Немиринецька сільська рада) este o comună în raionul Rujîn, regiunea Jîtomîr, Ucraina, formată din satele Nemîrînți (reședința) și Zelene.

## Demografie
Componența lingvistică a comunei Nemîrînți
     Ucraineană (99,3%)
     Alte limbi (0,7%)
Conform recensământului din 2001, majoritatea populației comunei Nemîrînți era vorbitoare de ucraineană (99,3%), existând în minoritate și vorbitori de alte limbi.